# Парламентские выборы в Кыргызстане (2021)
Внеочередные выборы в Жогорку Кенеш прошли 28 ноября 2021 года. Они последовали за выборами в октябре 2020 года, чьи результаты вызвали массовые акции протеста, закончившиеся отставкой президента Сооронбая Жээнбекова и аннулированием итогов голосования.

## Система выборов
Из 90 депутатов в Жогорку Кенеше 54 будут должны были избраться по пропорциональной системе в одном общенациональном округе, 36 — по одномандатным округам. Чтобы получить места, партия должна была преодолеть порог в 3 % избирателей (по сравнению с 7 % на выборах в октябре 2020 года) и получить не менее 0,7 % голосов в каждой из семи областей страны, а любая партия не могла занять более 65 мест. В партийных списках должно было быть не менее 30 % кандидатов каждого пола, и каждый четвёртый кандидат должен был быть другого пола. В каждом списке также должно было быть не менее 15 % кандидатов от этнических меньшинств и 15 % кандидатов до 35 лет, а также не менее двух кандидатов с ограниченными возможностями.
Парламент также отменил использование Формы № 2, которая позволяла избирателям голосовать за рубежом. Система была предназначена для того, чтобы позволить трудящимся-мигрантам голосовать там, где они работают, но после того, как на предыдущих выборах было подано рекордное количество бюллетеней этого типа, возникло мнение, что формы были использованы для изменения численности голосов в различных регионах.

## Итоги голосования по партиям
- «Наш  Кыргызстан» — 222 005 голосов или 26 %; 15 депутатских мандатов
- «Партия Мира»  — 174 470 голосов или 25%; 12 депутатских мандатов
- «Народная партия» — 141 009 голосов или 11,00 %; 9 депутатских мандатов
- «Альянс демократов»  — 106 955 голосов или 8,35 %; 7 депутатских мандатов
- «Правовой  Кыргызстан» — 90 223 голоса или 7,04 %; 6 депутатских мандатов
- «Ленинская  Коммунистическая Рабочая Партия» — 79 025 голосов или 6,17 %; 5 депутатских мандатов.
- «Аграрная партия» — 57 642 голосов или 4,50 %;
- «Единство» — 52 183 голоса или 4,07 %;
- «Демократические Социалисты»  — 45 568 голосов или 3,56 %;
- «Социал-Демократы» — 40 280 голосов или 3,14 %;
- «Республика» — 31 382 голосов или 2,45 %;
- «Партия Жизни»  — 20 522 голоса или 1,60 %;
- «Крестьянская партия» −12 634 голоса или 0,99 %;
- «Партия Возрождения» — 12 279 голосов или 0,96 %;
- «Либеральная партия» — 9376 голосов или 0,73 %.
- «Региональная партия» — 8212 голосов или 0,64 %;
- «Партия Объединенных Сил» − 7943 голоса или 0,62 %;
- «Народная Демократическая Рабочая Партия» — 5934 голоса или 0,46 %;
- «Справедливый Кыргызстан» — 5869 голосов или 0,46 %;
- «Общее Дело» — 5615 голосов или 0,44 %;
- «Кыргызстан За Демократию»  — 5266 голосов или 0,41 %;